# Carreño
Carreño es un concejo de la comunidad autónoma del Principado de Asturias (España). Limita al oeste con Corvera, con Gozón y el mar Cantábrico al norte, con el mar Cantábrico y Gijón al este, y con Gijón de nuevo al sur. Forma, junto al vecino concejo de Gozón, la Mancomunidad del Cabo de Peñas. Cuenta con una población de 10 177 habitantes (INE 2023). Su capital es la localidad de Candás.

## Geografía

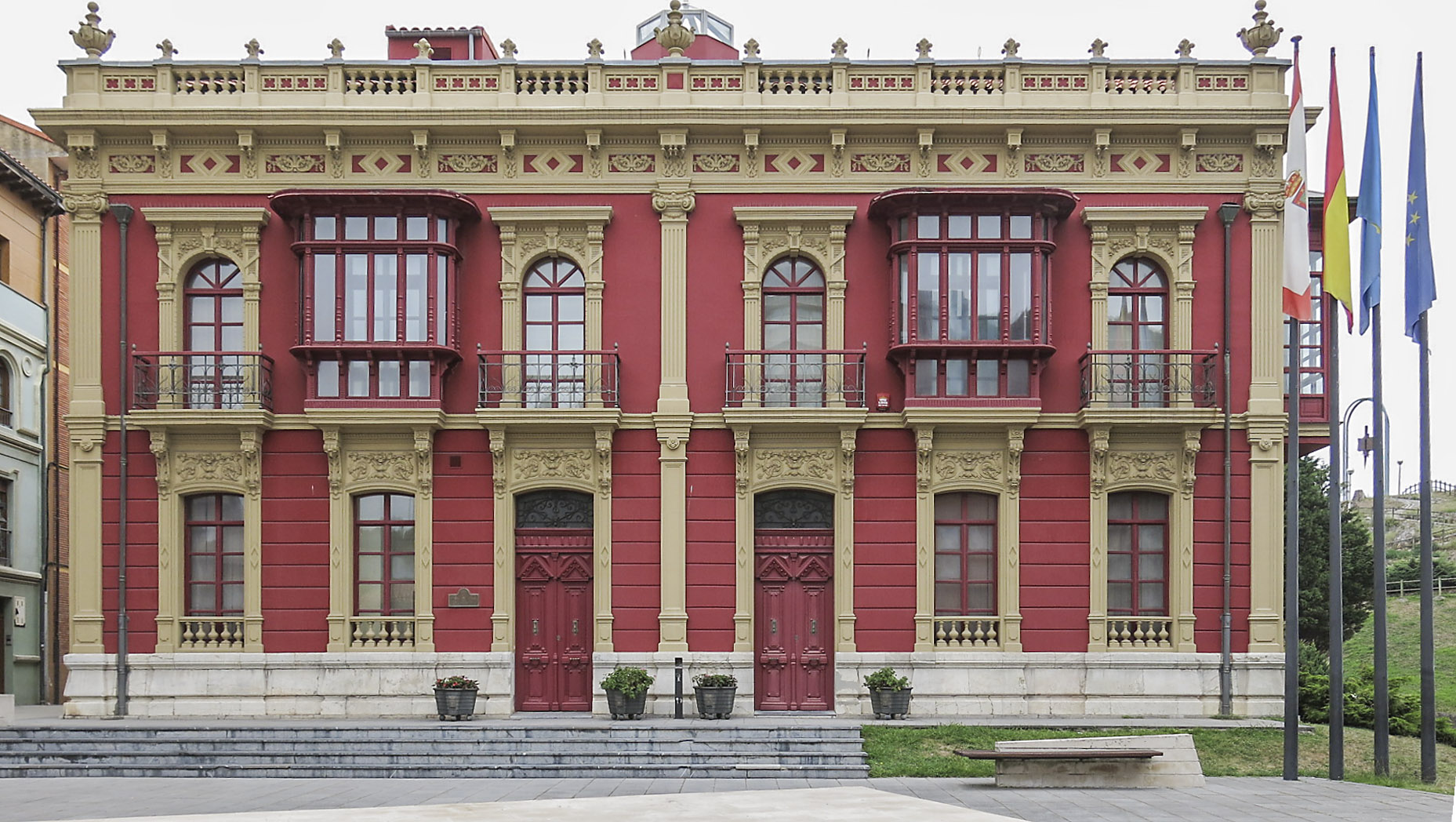
Casa consistorial de Carreño

Este concejo tiene una población de 10 545 habitantes (INE 2017), su capital es la villa de Candás y sus núcleos más poblados son: la villa de Candás, La Granda, La Matiella, Rebollada y Fondo.
Está a una distancia de la capital del Principado de 35 kilómetros, estando bien comunicado con los principales núcleos urbanos del Principado a través de la autopista “Y”. Cuenta también con varias carreteras autonómicas y comarcales.
Este concejo no tiene grandes alturas, su cota máxima está en la Sierra Areo al sur con una altura de 264 metros, algunos accidentes litorales de Carreño son el cabo de San Antonio y las puntas de Pico de Castiello y El Cuerno. De sus ensenadas cabe destacar las del puerto de Candás, la de Xivares y Peran. Entre las lomas se disponen cinco hermosos valles, tomando todos ellos dirección este-oeste.
La vegetación más abundante en todo el concejo es el eucalipto, aunque también hay castaños y robles. Hay abundancia de manzana, de sus pomaradas sale una manzana muy apropiada para la sidra. Este concejo también tiene una rica variedad de animales como raposos, nutrias, tejones, martas y unas 180 especies diferentes de aves marinas y migratorias.

## Historia

### Prehistoria y Edad Antigua
Los primeros restos humanos encontrados tienen una antigüedad de 100 000 años, encontrados en la cercana ensenada de Bañugues en el concejo de Gozón. Del Paleolítico Superior hay restos cerca de Perlora en la Cueva Oscura, de la que se hizo un estudio que ofreció materiales de la época solutrense y magdaleniense.
De la época megalítica, se encuentran restos en El Monte Areo, y restos tumulares que tienen una edad cronológica del 3000 antes de Cristo, con gran cantidad de restos fúnebres.
En la Edad de Bronce, se encontraron dos hachas, una procedente de Perlora y otra en el castro de la Barrera, este último de la cultura castreña, ya que a título orientativo se cree que por esta zona habitaba el pueblo astur.
De la época de la romanización, hay pocos restos. Únicamente los localizados en Coyanca y varias decenas de monedas de las que sólo se conservan siete áureos acuñados y la torre de Yabio de dudosa arquitectura romana, son todos los restos encontrados. No se vuelve a tener información hasta los siglos posteriores.

### Edades Media y Moderna
En la Edad Media, el concejo de Carreño perteneció a las tierras de Gauzon y después se integró en el alfoz de Avilés, pero no fue hasta el siglo XIII, cuando el concejo de Carreño fue reconocido como territorio autónomo y dotado de una puebla. Esta autonomía no duraría mucho pues Fernando IV, otorga al concejo de Avilés una serie de tierras entre las que estaban las de Carreño incluidas, siendo su capacidad limitada frente a las decisiones de Avilés.
Sí hay que decir, que Carreño fue siempre de realengo, sin dependencia de señoríos y estuvo representado en las Juntas Generales del Principado desde los siglos XIV y XV, estando integrado en el partido llamado de Avilés, aunque esto no quiere decir que en sus tierras no existiera aristocracia regional o local.
En los siglos XV y XVI, la villa de Candás ya tiene un reconocido tráfico portuario y pesquero, así en el siglo XVI, se hacen las reformas del puerto en el que participa Juan Cerecedo, maestro de obras de la Catedral de Oviedo. En el XVII, ya la villa de Candás empieza a ser un núcleo de población destacado, contando con un maestro, un cirujano, etc.
No es hasta el siglo XVII, cuando consigue su emancipación definitiva del alfoz avilesino, comprando el concejo de Carreño a la abadía de Santa María de Arbas del Puerto, su coto de Overiz, convirtiéndose en un municipio autónomo y unificado tal como lo conocemos hoy en día.
En el siglo XVIII, hay una gran actividad portuaria de astilleros para la construcción y reparación de barcos. Hay que tener en cuenta que Candás era un importante puerto pesquero. En la falda del monte San Sebastián, estaba la fábrica con las calderas para derretir la grasa de las ballenas. En este siglo se fundan las cofradías de pescadores de Nuestra Señora del Carmen y las Ánimas del Purgatorio. Se hacen nuevos arreglos en el puerto y se instalan los cañones en el promontorio de San Antonio para la defensa de la villa. En este siglo es cuando todas las funciones administrativas se centralizan en las casas consistoriales de Candás.

### Edad Contemporánea

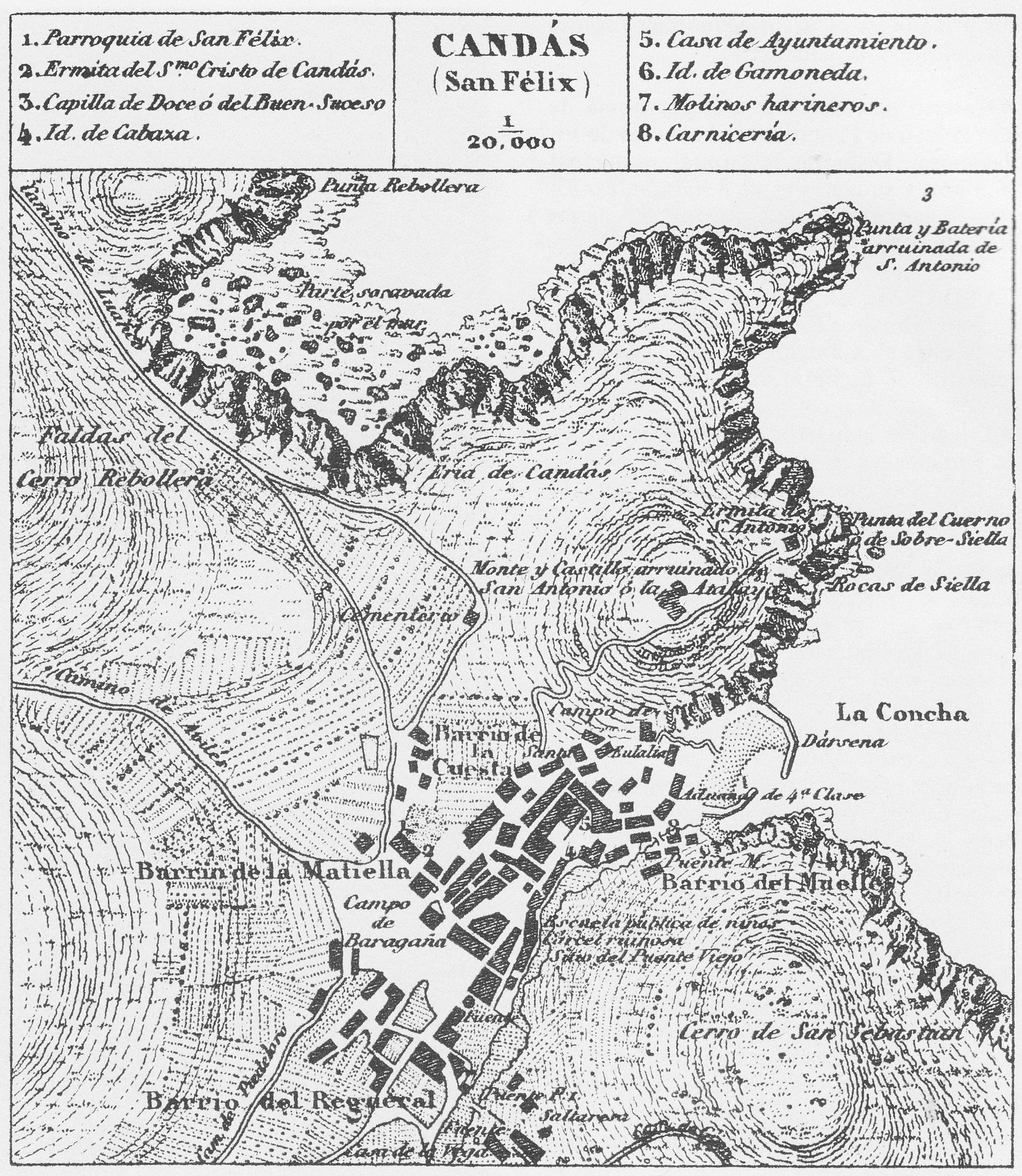
Mapa de Candás en 1870

En el siglo XIX, con la guerra de la Independencia, Carreño contribuirá con un regimiento de Candás y Luanco, pero con la derrota del puente de San Sebastián de Avilés, caerá toda esta zona. Desde entonces su población padecerá expolios y padecimientos, hasta el final de la invasión. Durante el trienio liberal el concejo se disgregara en tres concejos, con capitales en Candás, Guimaran y Tamón, aunque esta situación no duró mucho tiempo.

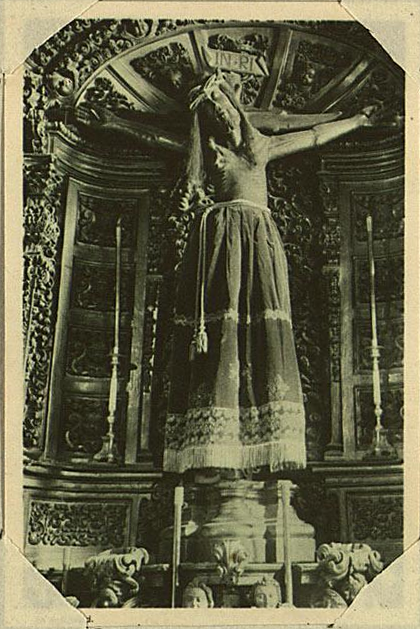
Cristo de Candás antes de su destrucción

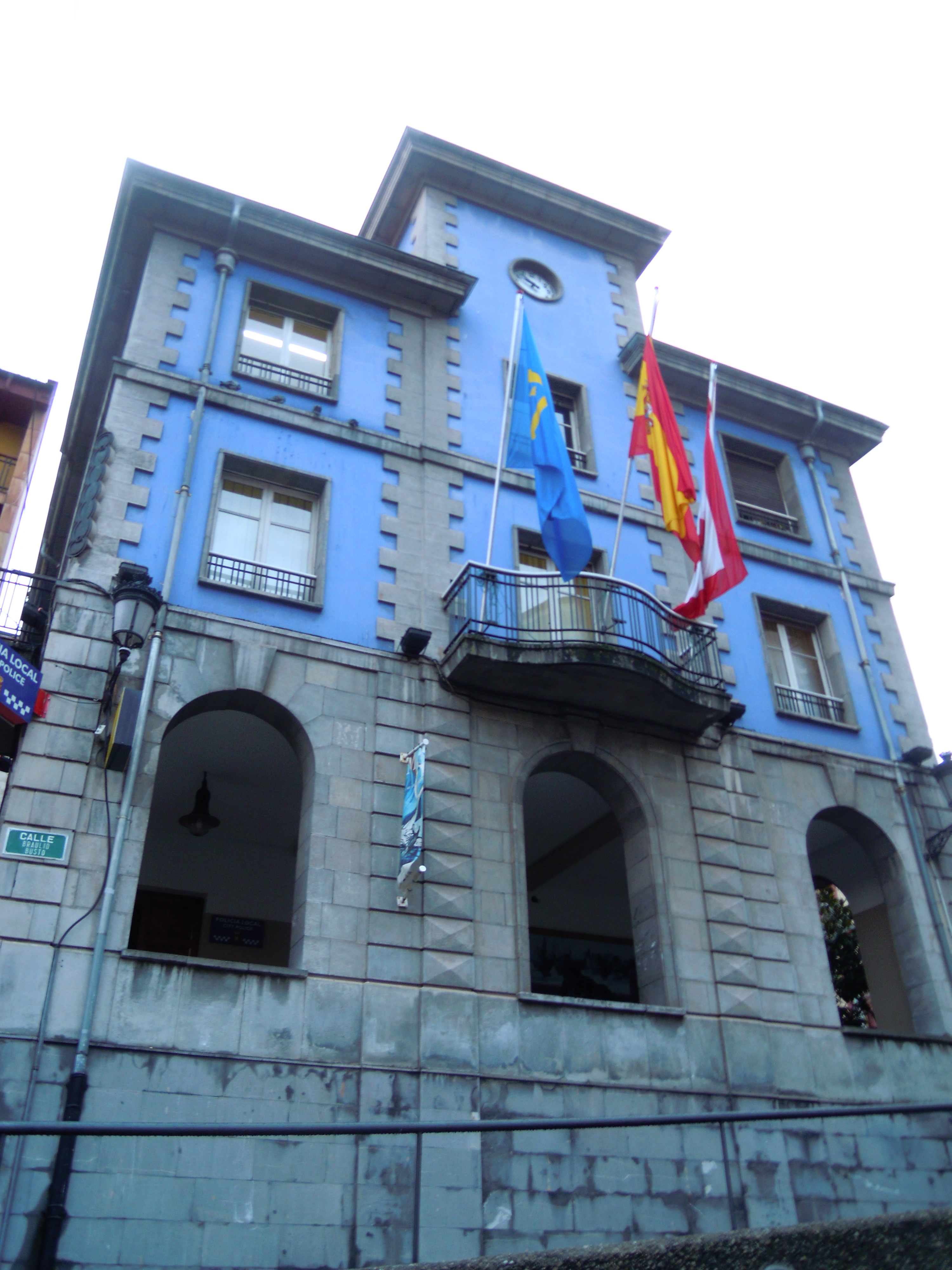
Antigua casa consistorial de Carreño, en Candás

La última parte del siglo XIX y el comienzo del XX, traerá un periodo de profundas transformaciones. Se abren varias minas de hierro, numerosas industrias conserveras, la fábrica de productos químicos de Aboño o la inauguración de la línea de ferrocarril. En la guerra civil no tuvo un papel protagonista, todo el territorio cayó en bloque en manos del bando nacional, lo que no impidió que el santuario del Santísimo Cristo de Candás fuera destruido y con él valiosas obras de arte, entre ellas el Santísimo Cristo de Candás, obra de imagenería de gran belleza cuya tradición cuenta que fue traída a las costas asturianas por balleneros de la zona que a su vez la encontraron hacia 1530 mientras cazaban en Irlanda. La tradición cuenta que dicha imagen fue lanzada al mar por los protestantes y milagrosamente salvada por nuestros paisanos balleneros. En las persecuciones religiosas de la Guerra Civil fue destruida, ultrajada y quemada en el campo de fútbol junto con otras obras de arte. Tras la guerra, Carreño culmina el proceso de transformación, convirtiéndose en uno de los concejos con mayor concentración industrial, pero hay que destacar la progresiva crisis en los últimos decenios, tanto del sector pesquero como del industrial.

## Demografía
Cuenta con una población de 10 256 habitantes (INE 2024).
| Gráfica de evolución demográfica de Carreño entre 1842 y 2021                                                         |
| |
| Población de derecho según los censos de población del INE. Población de hecho según los censos de población del INE. |

Los distintos núcleos de población del municipio han evolucionado de forma diferente. Así mientras el conjunto pierde población progresivamente, su capital Candás presenta la situación inversa, con un aumento constante en el número de habitantes. En el padrón municipal de 1996, Carreño tenía una población empadronada de 6370 habitantes, pudiendo observando que hasta 1981 el concejo de Carreño no hace más que aumentar su población hasta los 12 000 habitantes, momento en el cual la situación cambia de rumbo empezando a decaer la cifra de población.
El crecimiento de su capital no ha valido para paliar las negativas consecuencias de la emigración de la población más joven, residente en las áreas rurales, lo que origina que su estructura demográfica sea una de las más envejecidas de Asturias.
Esta población joven emigra en el último tercio del siglo XIX, teniendo especial predilección por Cuba y luego México, Argentina, Venezuela y Estados Unidos. Tuvo mucha menor incidencia la emigración hacia países europeos.

## Administración y política

### Gobierno municipal
En el concejo de Carreño, desde 1979, el partido que más tiempo ha gobernado ha sido el PSOE. El actual alcalde en funciones es Ángel García Vega, de IU, que ostenta el cargo desde 2023.
| Periodo   | Nombre                               | Partido | Partido                                    |
| --------- | ------------------------------------ | ------- | ------------------------------------------ |
| 1979-1987 | José Luis Vega Fernández             |         | Partido Comunista de España (PCE)          |
| 1987-1995 | José Luis Vega Fernández             |         | Izquierda Unida (IU)                       |
| 1995-1999 | Joaquín Raimundo Fernández Rodríguez |         | Izquierda Unida (IU)                       |
| 1999-2015 | Manuel Ángel Riego González          |         | Federación Socialista Asturiana (FSA-PSOE) |
| 2015-2023 | Amelia Fernández López               |         | Federación Socialista Asturiana (FSA-PSOE) |
| 2023-act. | Ángel Manuel García Vega             |         | Izquierda Unida (IU)                       |

| Partido político    | Partido político                                                                                | 1979   | 1983   | 1987   | 1991   | 1995   | 1999   | 2003   | 2007   | 2011   | 2015   | 2019   | 2023   |
| Partido político    | Partido político                                                                                | Ediles | Ediles | Ediles | Ediles | Ediles | Ediles | Ediles | Ediles | Ediles | Ediles | Ediles | Ediles |
|                     | Partido Comunista de España (PCE)-Izquierda Unida (IU)-Bloque por Asturies (BA)-Los Verdes (LV) | 5      | 10     | 9      | 10     | 7      | 3      | 3      | 2      | 1      | 3      | 5      | 7      |
|                     | Bloque por Asturies (BA)-Somos Carreño                                                          | —      | —      | —      | —      | —      | —      | 1      | 4      | 2      | —      | —      | —      |
|                     | Andecha Astur (AA)                                                                              | —      | —      | —      | —      | 0      | 0      | 1      | 1      | 1      | —      | —      | —      |
|                     | Unión Renovadora Asturiana (URAS)-Partíu Asturianista (PAS)                                     | —      | —      | —      | 0      | 0      | 3      | 1      | 0      | —      | —      | —      | —      |
|                     | Federación Socialista Asturiana (FSA-PSOE)                                                      | 4      | 3      | 3      | 3      | 4      | 7      | 5      | 6      | 6      | 6      | 7      | 5      |
|                     | Alianza Popular (AP)-Partido Popular (PP)                                                       | 1      | 4      | 2      | 3      | 5      | 4      | 3      | 4      | 4      | 4      | 3      | 4      |
|                     | Vox                                                                                             | —      | —      | —      | —      | —      | —      | —      | —      | —      | —      | 0      | 1      |
|                     | Foro Asturias (FAC)                                                                             | —      | —      | —      | —      | —      | —      | —      | —      | 2      | 0      | 0      | —      |
|                     | Unión Independiente de Carreño (UICA)                                                           | —      | —      | —      | —      | —      | —      | 4      | 3      | 1      | —      | —      | —      |
|                     | Carreño Unido (CA-UN)                                                                           | —      | —      | —      | —      | —      | —      | —      | —      | 1      | 0      | —      | —      |
|                     | Partido Comunista de los Pueblos de España (PCPE)                                               | —      | —      | —      | —      | —      | —      | —      | 0      | 1      | 0      | —      | —      |
|                     | Centristas Asturianos (CAS)                                                                     | —      | —      | —      | —      | 1      | —      | —      | —      | —      | —      | —      | —      |
|                     | Unión de Centro Democrático (UCD)-Centro Democrático y Social (CDS)                             | 5      | 0      | 3      | 1      | —      | —      | —      | —      | —      | —      | —      | —      |
|                     | Independientes                                                                                  | 2      | —      | —      | —      | —      | —      | —      | —      | —      | —      | —      | —      |
| Total de concejales | Total de concejales                                                                             | 17     | 17     | 17     | 17     | 17     | 17     | 17     | 17     | 17     | 17     | 17     | 17     |

### Organización territorial

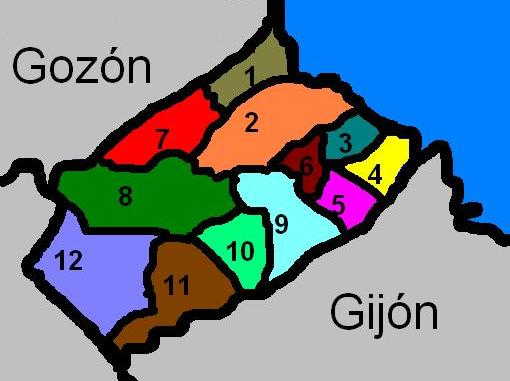
División parroquial

El concejo de Carreño está dividido en doce parroquias:
- Candás
- Perlora
- Albandi
- Carrió
- Pervera
- Prendes
- Piedeloro
- Logrezana
- Guimarán
- El Valle
- Ambás
- Tamón

## Cultura

### Patrimonio

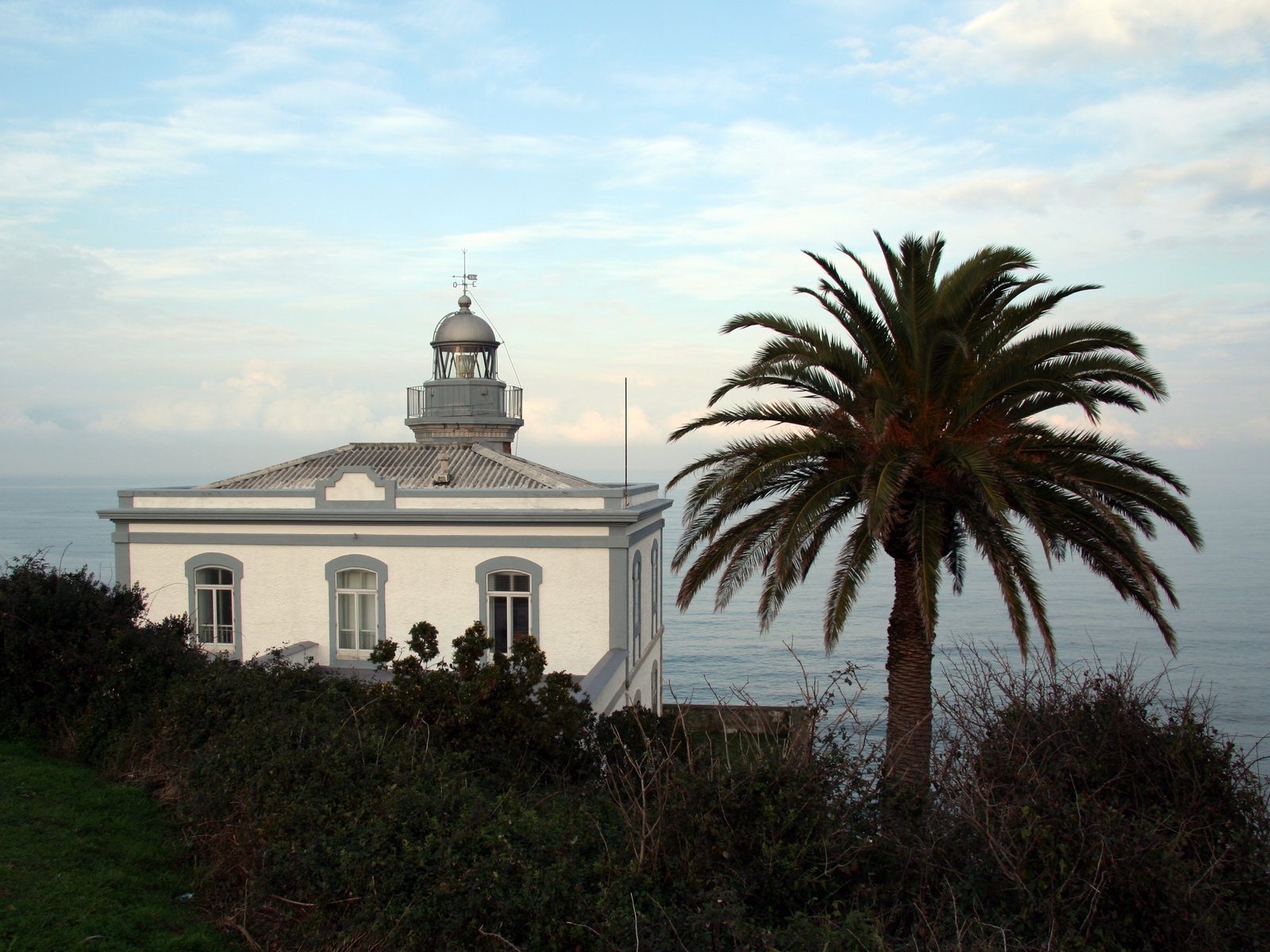
Faro de Candás

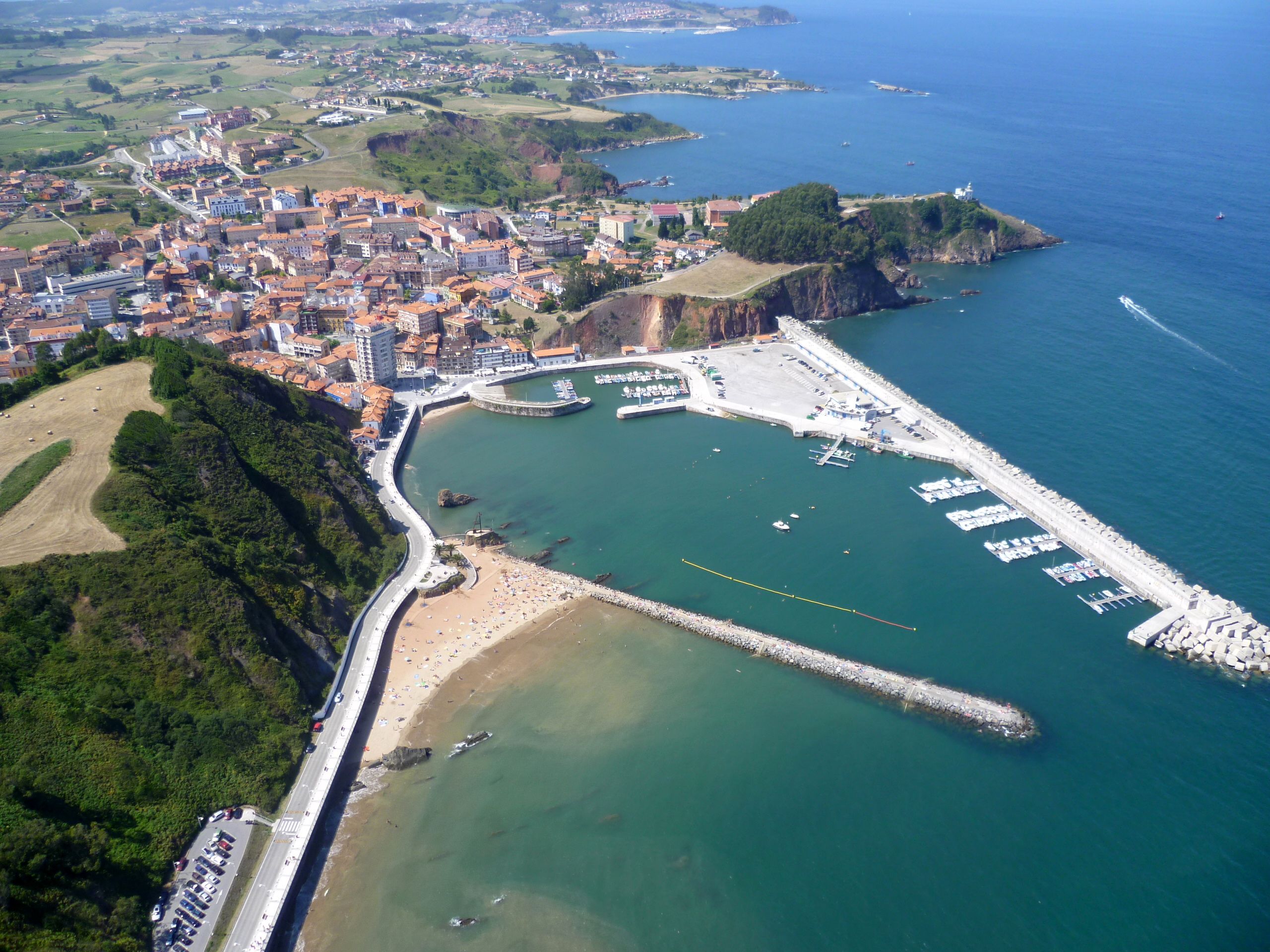
Vista de Candás

Este concejo tiene un gran legado patrimonial que iremos detallando a continuación:
- La iglesia de San Félix, construida por Fruela II, de su primera estructura queda la zona de la cabecera detrás del retablo barroco y el muro occidental, donde se abre una ventana con arco de medio punto. El resto son de diferentes construcciones, como los cubos de la escalera de caracol que son medievales, o el retablo del Cristo que es barroco. El templo actual es neobarroco, destaca la monumental fachada, rematada por un frontón y dos torres laterales.
- La iglesia de Santa María de Logrezana, de su primitiva construcción románica sólo conserva la portada occidental y una ventana en el muro sur. La espadaña presenta un perfil medieval pero es difícil de datar su construcción. Todo el templo se reedifica a finales del siglo XIX.
- La iglesia de Santa María de Piedeloro, es Monumento Histórico Artístico del siglo XIII, y es de estilo románico tardío. La iglesia es de una sola nave y planta rectangular. Está realizada en mampostería y sillares en las esquinas. Los muros están reforzados con contrafuertes y con pequeñas saeteras que es lo que reparte luz a la iglesia. En su origen la iglesia tenía tres portadas, la norte, la sur y la oeste. La norte, está tapiada. La sur está formada por dos arquivoltas que carecen de decoración. Y la que mayor interés destaca, es la portada occidental que es abocinada con tres arquivoltas de medio punto rodeados por una chambrana. El edificio es una mezcla de diferentes estilos así en el XVII, se volvieron a cubrir las naves y en el XVIII se agrega la sacristía y el pórtico. Su última restauración fue realizada en 1986.
- La iglesia parroquial de Ambás es del siglo XVIII, el edificio fue remodelado después de la guerra civil, haciendo una iglesia de líneas sencillas. Su estructura es la de nave única, cabecera cuadrada, sacristía y pórtico con columnas. Se caracteriza por la carencia de decoración.
- La ermita de San Antonio del siglo XVI, fue costeada por el pueblo de Candás por salir del azote de la peste. Es una construcción sencilla en mampostería con nave única y cabecera. Al presbiterio se accede por un arco de triunfo.
- El palacio de Estrada Mora del siglo XVIII, es sencillo, destacando los sillares labrados en las esquinas y en los vanos. Carece de detalles ornamentales. El palacio tiene alrededor un parque con esculturas contemporáneas.
- La torre de Prendes, tiene una situación estratégica de los siglos XIV y XV. Es una tosca construcción cuadrada, construida en sillarejo. En la fachada meridional sobre una puerta ojival hay una ventana, las otras fachadas disponen de saeteras.
- El centro de Agricultores de Carreño, construido a principios del siglo XX, tiene un estilo típico de la arquitectura industrial. Es un edificio de dos plantas, la baja con tres puertas destinada al uso agrícola y la superior destinada para juntas y reuniones con amplias ventanas. Para su construcción se utiliza la piedra artificial y para su decoración la cerámica esmaltada. Fue una obra costeada por las familias indianas.

En la capital del concejo, Candás, destacan las instalaciones industriales vinculadas a la producción de conservas de pescado. En ese mismo lugar se encuentra el Centro de Escultural de Candás, de titularidad pública, destinado a poner en valor la figura del artista Antonio Rodríguez "Antón". En las inmediaciones, pero ya en la parroquia de Perlora, se encuentra la Ciudad Sindical del mismo nombre, que constituye uno de los mejores ejemplos urbanísticos y arquitectónicos de época franquista vinculados al paternalismo estatal, dedicada a acoger a los trabajadores en periodo estival por turnos de quince días.
- Entre los equipamientos culturales del concejo, como la casa de cultura de Candás, destacan el museo Antón de escultura y el Teatro Prendes, reconocida obra del movimiento moderno.

### Fiestas
Las más renombradas son:
- La fiesta con más renombre del verano son las Jornadas Gastronómicas de la Sardina en Candás que se vienen celebrando desde el año 1969, fecha del primer festival, actualmente constituyen las fiestas grandes de la capital de Carreño, coincidiendo con la fiesta patronal de la localidad (San Félix). Este festival se suele desarrollar del 28 de julio al 2 de agosto, siendo el 1 de agosto día oficial del festival.
- El Santísimo Cristo de Candás se celebra en septiembre. La leyenda dice que un pescador encontró la imagen en el mar. El día 14 tiene lugar la Alborada con diversos actos como la ofrenda floral y la participación de grupos folclóricos. En esta semana del Cristo hay las famosas corridas de toros en la playa.
- Tiene gran tradición la Semana Santa candansina, cuyos puntos centrales son el Canto de la Salve Marinera y la procesión del Encuentro.

Otras fiestas son el 16 de julio, el Carmen, en Valle Carreño, 25 de julio, Santiago, en Albandi y Santiago, primer domingo de agosto, San Juan Bautista Tamón, el 6 de agosto, el Salvador, en Perlora, y el 14 de septiembre, la Virgen de los Remedios, patrona de Carreño, en Guimarán.

## Deporte
Los deportes que tradicionalmente han tenido más arraigo en el concejo han sido el fútbol, de la mano del Candás CF y del desaparecido Canijo y el piragüismo con el Club Los Gorilas. 
Funciona como cantera de futbolistas el Club Victoria de Perlora hasta la categoría de juveniles.
Carreño ha proporcionado además varios deportistas de élite a lo largo del siglo XX, entre los que cabría destacar al piragüista y medallista olímpico Herminio Menéndez, al ciclista Vicente López Carril (que da nombre al polideportivo municipal), al futbolista internacional Julio Alberto Moreno y a Enrique Rodríguez Cal, medallista olímpico en boxeo en Múnich 1972.

### Senderismo

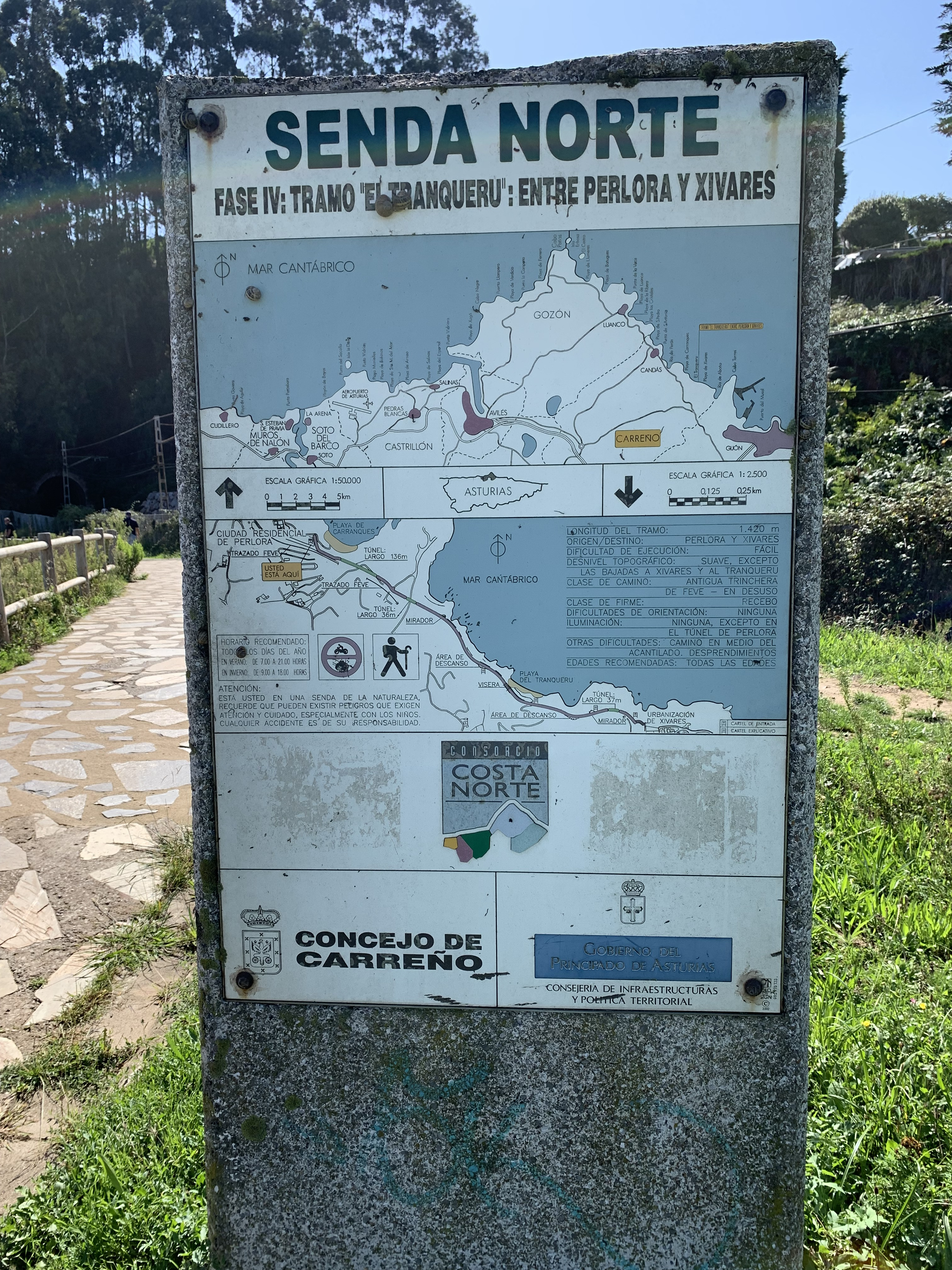
Vía verde del Tranquero

Cuenta con dos vías verdes: La del Tranquero y la del Ferrocarril Estratégico.